# Kőbányai Dohánygyár
A Kőbányai Dohánygyár egy mára már megszűnt dohányipari üzem volt Budapest VIII. kerületében.

## Története
A 19. század második felében végbemenő magyar nagyipari fejlődés során számtalan gyár épült Budapest és más magyar városok területén. Nem voltak kivételek a dohánygyárak sem. A Kőbányai Dohánygyár az egyik utolsó magyarországi dohánygyár volt, 1922-ben épült fel egyszerű, nyerstégla burkolattal (ipari eklektika) a mai Kőbányai út – Könyves Kálmán körút sarkán. 
A gyár 27 éven keresztül működött. 1949-ben államosították és megszüntették. 
1950-ben átalakították, és oda helyeztek ideiglenesen körülbelül 400 magyarországi görög családot. Egy-egy család 6–12 négyzetméteres, komfort nélküli szobában élt, majdnem 25 családra jutott egy közös konyha, mellékhelyiségek. Ebben a zárt világú dohánygyári kolóniában zajlottak a Budapesten elhelyezett görögök ünnep- és hétköznapjai. A dohánygyári gyerekek számára hozták létre a „Manolisz Glezosz” iskolát.
Épületeinek egy részét 1998-ban, a körút szélesítésekor lebontották, egy részét átépítették.

## Képtár

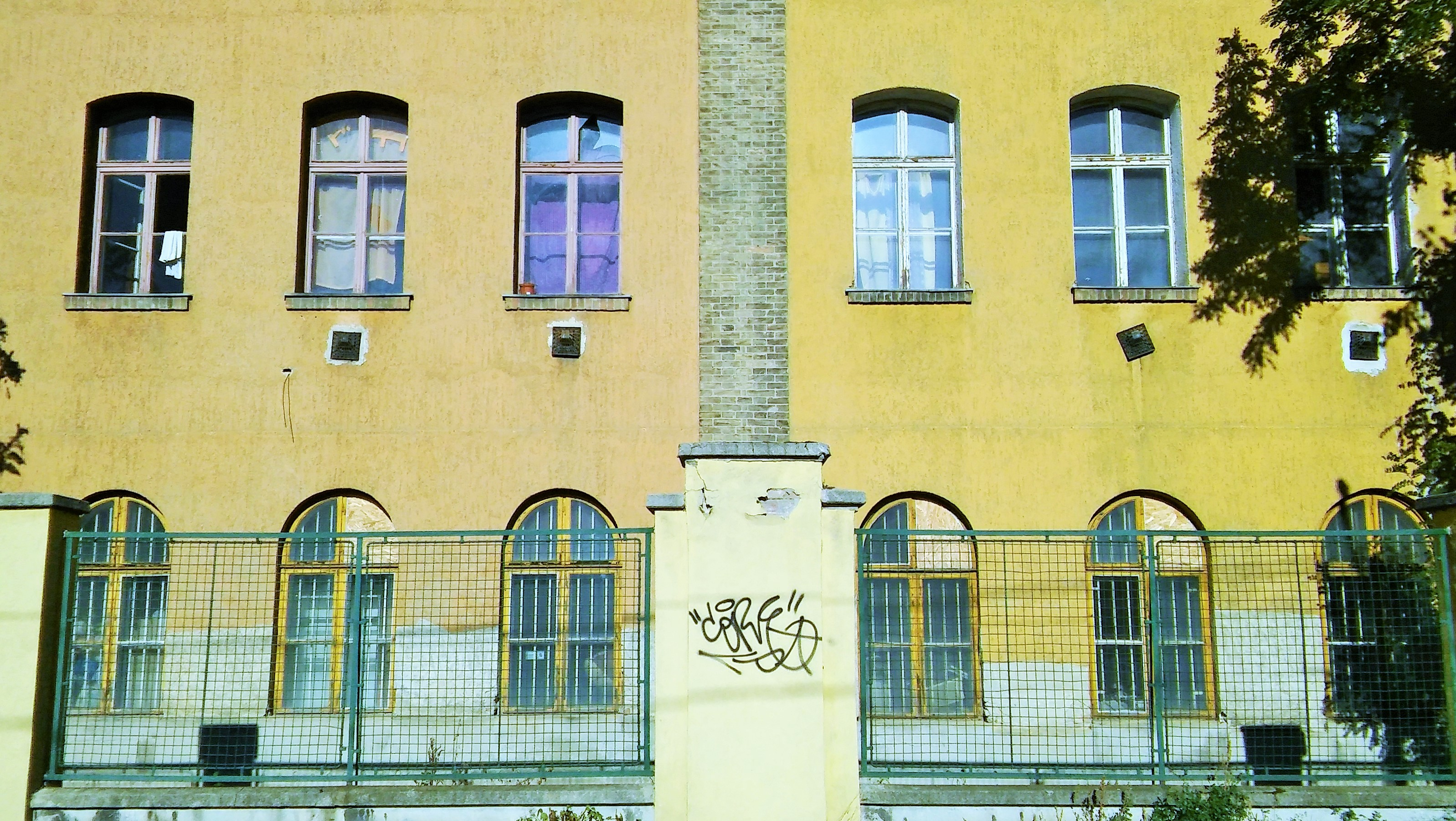
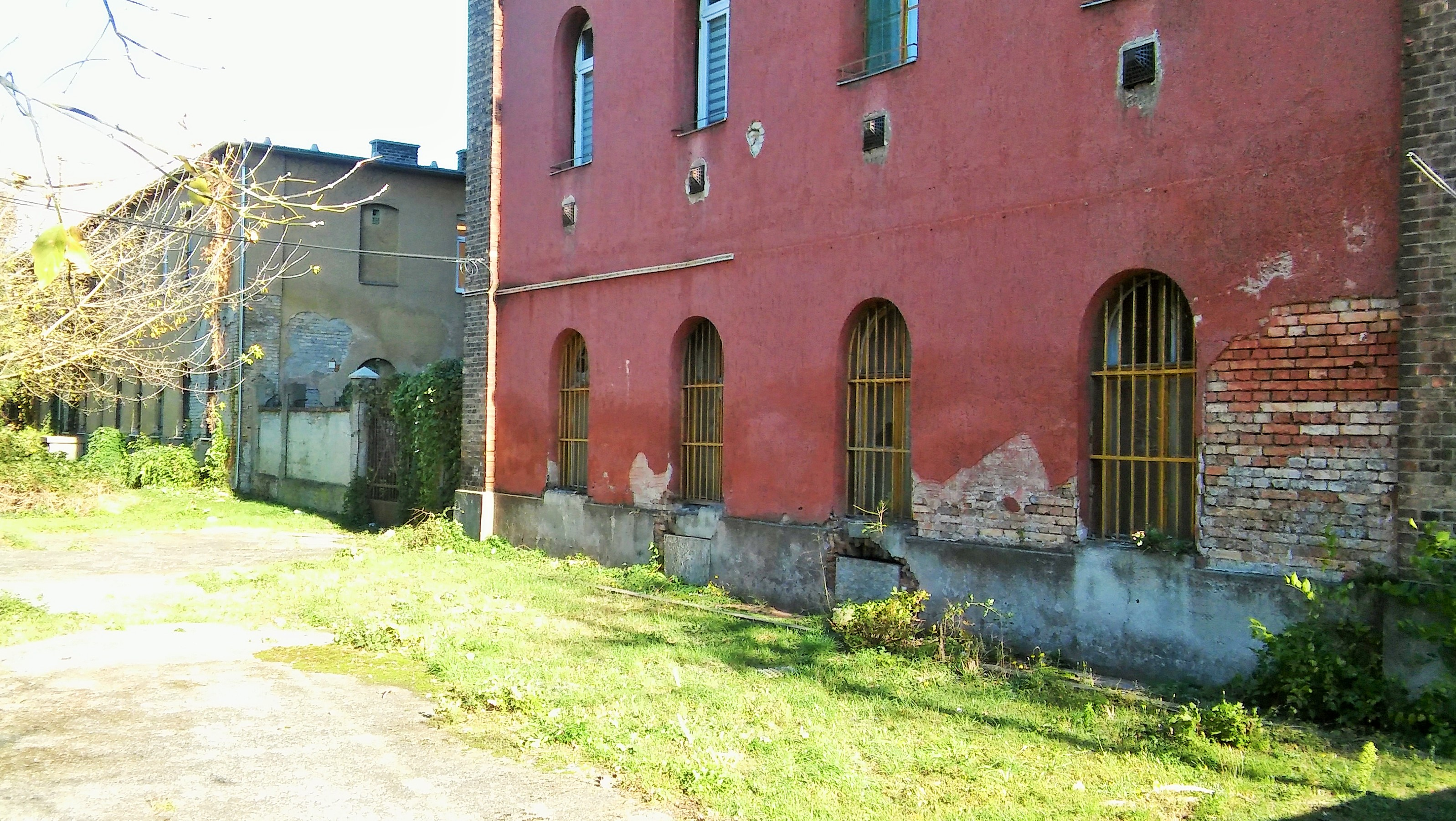
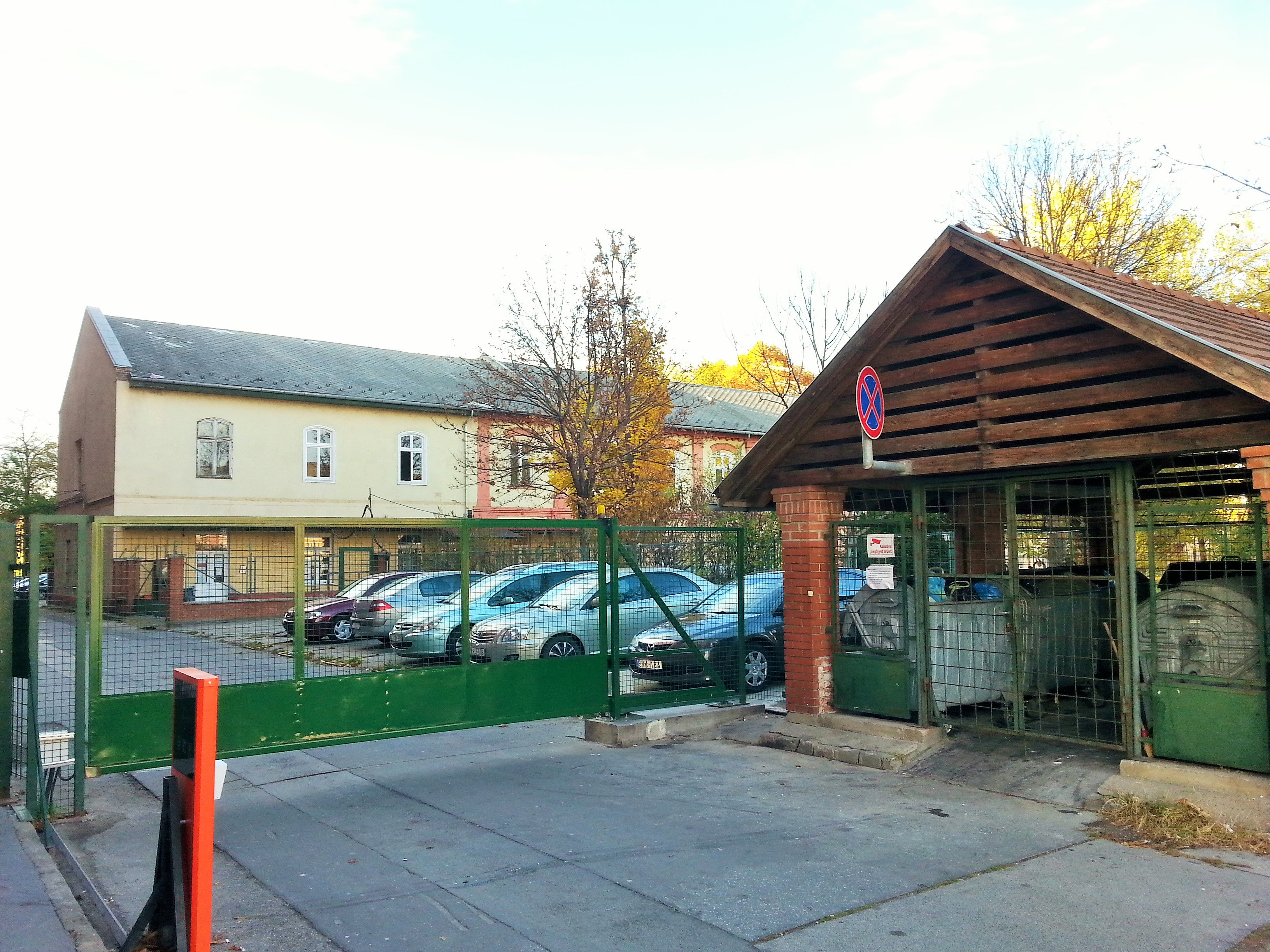
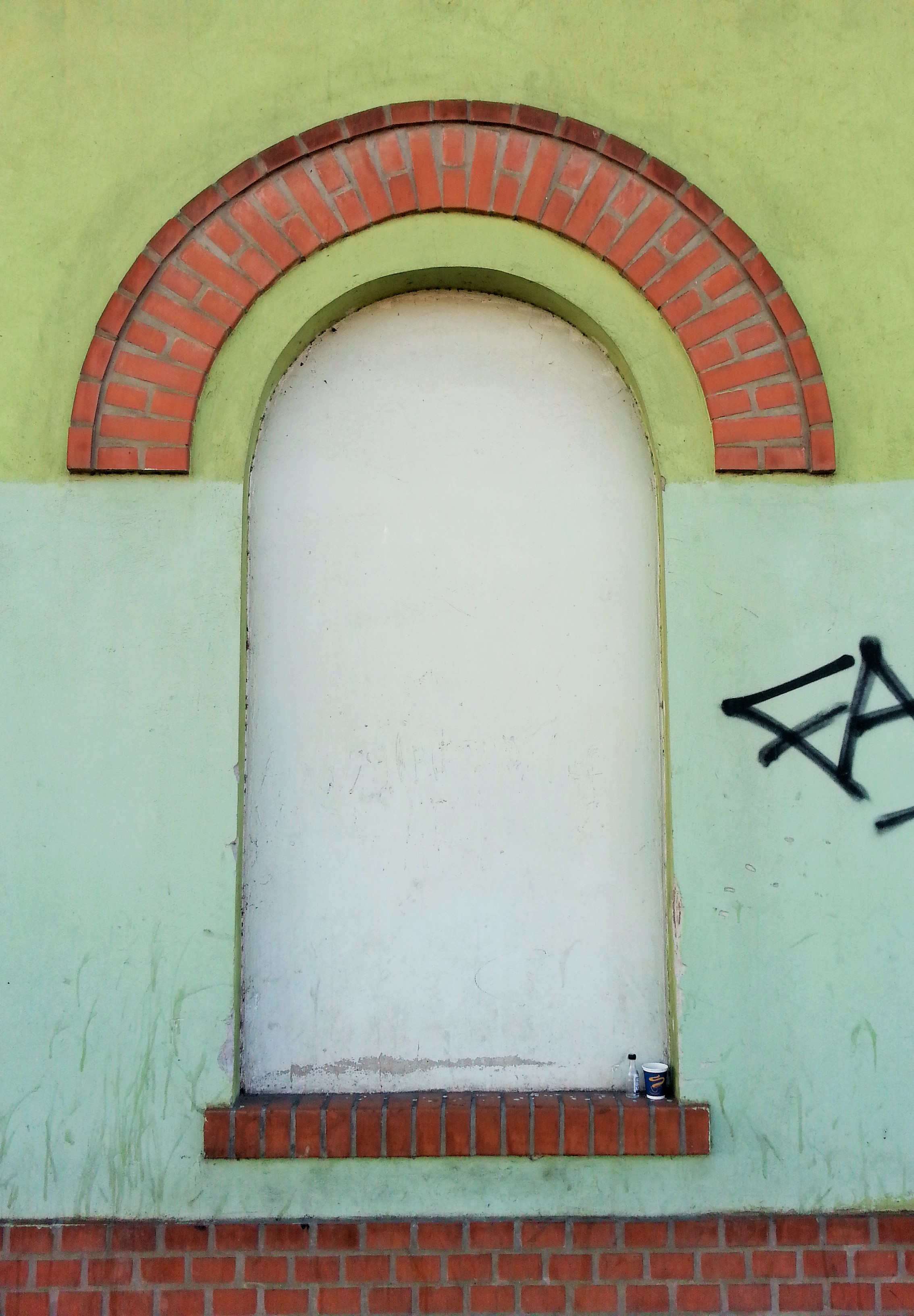
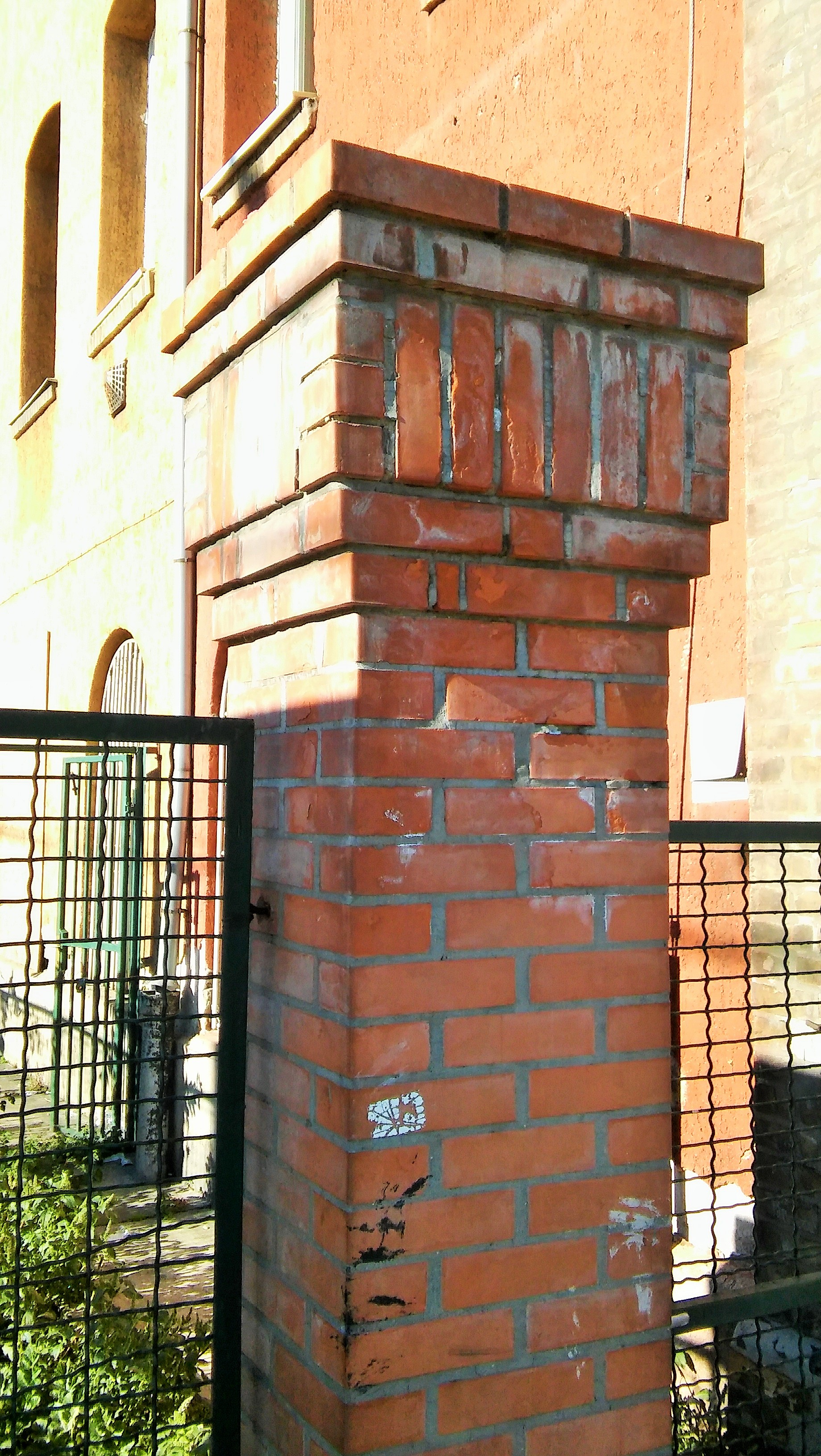
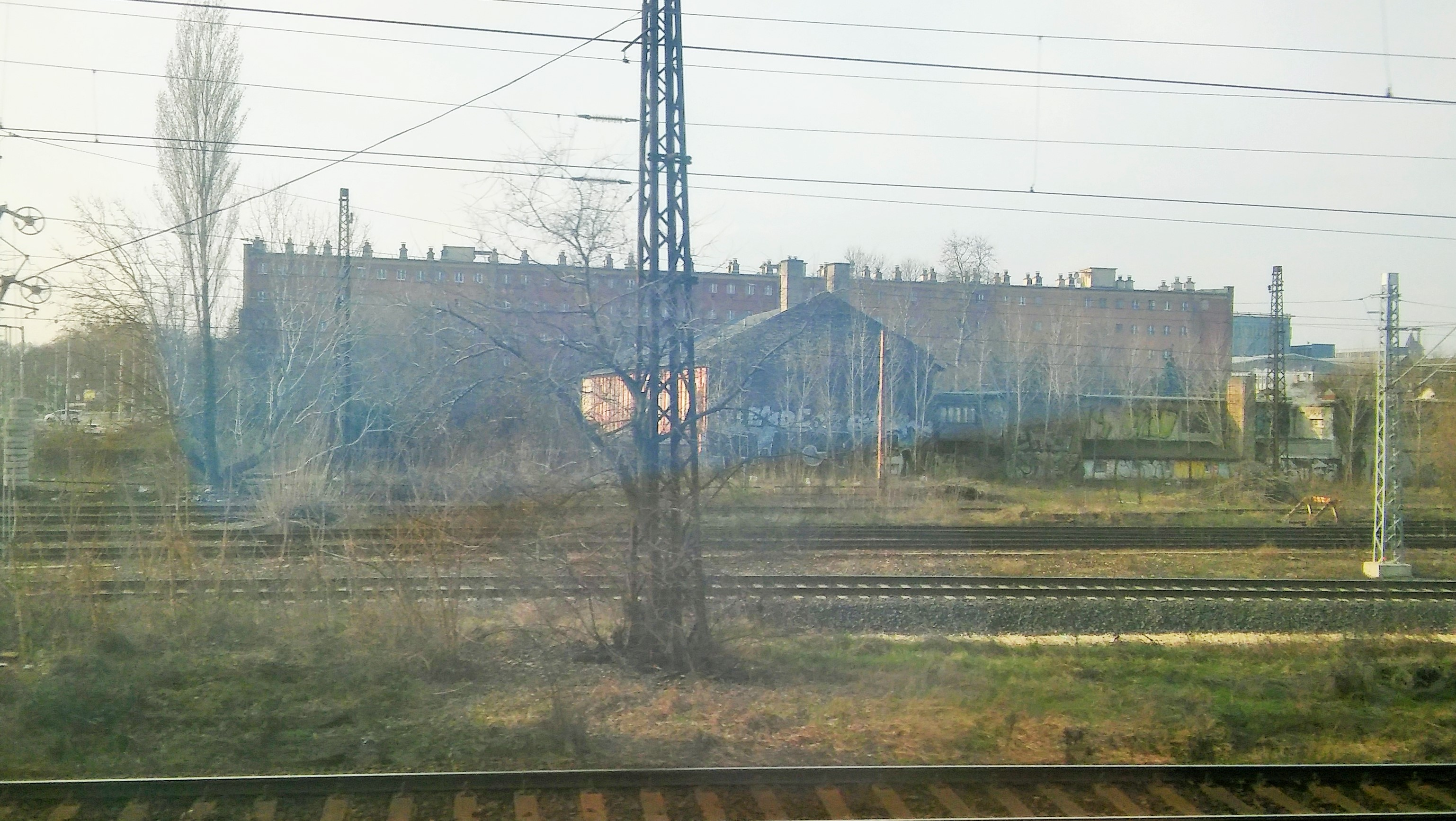

## Régi térképábrázolások
- 1937-es Budapest térkép
- 1945-ös Budapest térkép